# Otton Berezowski
Otton Berezowski (ur. 15 maja 1888, zm. 10 stycznia 1960) – podpułkownik saperów Wojska Polskiego.

## Życiorys
Urodził się na ziemiach wschodnich przyszłej Polski. W Moskwie uczęszczał do szkoły średniej, gdzie zdał maturę, a następnie do korpusu kadetów. Następnie rozpoczął naukę w Oficerskiej Szkole Inżynierii, którą zakończył w 1910 roku. Służył w armii rosyjskiej w różnych jednostkach inżynieryjnych. Brał udział w I wojnie światowej, podczas której walczył na froncie zachodnim i został ranny. Po wyleczeniu został dowódcą pododdziału szkolnego, a następnie oficerem ds. fortyfikacyjnych w sztabie armii.
W listopadzie 1918 roku wstąpił do odrodzonego Wojska Polskiego w stopniu kapitana. Początkowo był kierownikiem referatu fortyfikacji w Departamencie V Inżynierii i Saperów Ministerstwa Spraw Wojskowych. 10 września 1919 roku został dowódcą Szkoły Podchorążych Saperów i tymczasowo dowódcą Kościuszkowskiego Obozu Szkolnego Saperów na Powązkach w Warszawie. 1 czerwca 1920 roku został mianowany dowódcą Obozu Warownego „Poznań”. Podczas wojny polsko-bolszewickiej 1919-1920 r. wyznaczono go we wrześniu 1920 roku na dowódcę Grupy Fortyfikacyjnej nr 1. Prowadził wówczas w styczności bojowej z wojskami bolszewickimi prace fortyfikacyjne w rejonie Brześcia nad Bugiem, za co został potem uhonorowany Krzyżem Walecznych.
Po zakończeniu działań wojennych zweryfikowany został w stopniu podpułkownika ze starszeństwem z 1 czerwca 1919 roku (w 1924 r. zajmował 5, a w 1928 r. 3 lokatę na liście starszeństwa oficerów zawodowych inżynierii i saperów). Zajmował różne wysokie stanowiska w sztabach wojsk inżynieryjnych. Był między innymi szefem Inżynierii i Saperów w Dowództwie Okręgu Korpusu Nr IX w Brześciu i Dowództwie Okręgu Korpusu Nr IV w Łodzi oraz szefem wydziału w Departamencie V Inżynierii i Saperów Ministerstwa Spraw Wojskowych i szefem Biura Konstrukcji w Departamencie Inżynierii Ministerstwa Spraw Wojskowych.
W latach 30. zajmował się głównie sprawami fortyfikacyjnymi. Przez pewien czas był kierownikiem rozbudowy umocnień fortyfikacyjnych, a następnie służył w Sztabie Generalnym. Według opinii ówczesnego szefa Sztabu Generalnego WP, generała dywizji Tadeusza Piskora, był wybitnym fachowcem w dziedzinie fortyfikacji i utalentowanym organizatorem prac budowlano-fortyfikacyjnych.
Przed 1932 rokiem przeniesiony został w stan spoczynku i zamieszkał w Warszawie. W 1934 roku zajmował 4. lokatę na liście starszeństwa oficerów stanu spoczynku inżynierii i saperów i pozostawał na ewidencji Powiatowej Komendy Uzupełnień Warszawa Miasto III z przydziałem mobilizacyjnym do Oficerskiej Kadry Okręgowej Nr I. Był wówczas „przewidziany do użycia w czasie wojny”.
Po wybuchu wojny obronnej 1939 r. ponownie powołano go do służby wojskowej, mianując dowódcą 82 Grupy Fortyfikacyjnej, która została dołączona do 16 Dywizji Piechoty płk dypl. Tadeusza Lubicza-Niezabitowskiego w składzie Grupy Operacyjnej „Wschód” gen. bryg. Mikołaja Bołtucia.

## Ordery i odznaczenia
- Krzyż Niepodległości
- Krzyż Kawalerski Orderu Odrodzenia Polski
- Krzyż Walecznych (1922)[5]